# Jean de Clermont
Jean de Clermont heer van Chantilly en burggraaf van Aunay (rond 1320 — 19 september 1356 in de Slag bij Poitiers) was sinds 1352 een Franse maarschalk.
Jean was de zoon van Raoul IV de Clermont-Nesle en Jeanne de Chambly. Hij was de kleinzoon van Guy I de Clermont, bijgenaamd "de Nesle" 
Hij heeft Chantilly in maart 1347 verworven. Villemomble werd in 1354 zijn bezit. Hij bezat ook Beaumont. Ergens tussen 1346 en 1350 huwde hij Margalide (Marguerite) de Mortagne-sur-Gironde et de Chef-Boutonne, vicomtesse d’Aulnay-en-Saintonge, dame de Mirabel. Het was een "rijk huwelijk", want zijn bruid bracht 17 kastelen in Poitou in. 
De koning benoemde hem op 1 januari 1354 tot zijn luitenant-generaal in Poitou, Saintonge, Angoumois, Limousin, Périgord en Auvergne. In 1356 werd hij ook luitenant-generaal in Berry.
Zijn eerste vermelding in de geschiedenis is zijn dienst onder de graaf van Eu in Vlaanderen en Henegouwen in 1340. In de daaropvolgende jaren nam hij deel aan militaire campagnes in Normandië, Avignon en Languedoc.
De Franse koning Jan II maakte hem de opvolger van maarschalk Guy II de Nesle en vertrouwde hem de vredesonderhandelingen in Brétigny toe. In 1354 sloten Frankrijk en Engeland daar kortstondig vrede.
Op 19 september 1356 sloeg koning Jan II van Frankrijk Clermonts advies om de slecht bevoorrade maar goed versterkte Engelse troepen onder de Zwarte Prins op hun heuveltop in te sluiten. Daar hadden de Fransen de Engelsen uit kunnen hongeren. In de daaropvolgende Slag bij Poitiers sneuvelde de maarschalk de Clermont in de cavaleriecharge. 

## Wapen
Het wapen van de Maarschalk de Clermont wordt beschreven in het Wapenboek Gelre. Op het wapenschild van het graafschap Clermont en Beauvaisis is een barensteel van azuur geplaatst.. 